# Font-Romeu-Odeillo-Via
Font-Romeu-Odeillo-Via (katalonsko Font Romeu, Odelló i Vià) je naselje in občina v južnem francoskem departmaju Pyrénées-Orientales regije Languedoc-Roussillon. V Odeillu se nahaja največja solarna peč na svetu.

## Geografija
Kraj se nahaja v južni francoski pokrajini Conflent.

## Administracija
Občina Font-Romeu-Odeillo-Via se nahaja v kantonu Saillagouse, vključenem v okrožje Prades.

## Pobratena mesta
- Tsakhadzor (Armenija);